# Sławomir Sojak
Sławomir Sojak (ur. 1952) – polski ekonomista, profesor nauk ekonomicznych.

## Życiorys
W 1975 r. ukończył studia ekonomiczne, w 1983 r. obronił pracę doktorską, w 1997 r. habilitował się na podstawie pracy zatytułowanej Rachunkowość w warunkach inflacji. W 2002 r. uzyskał tytuł profesora nauk ekonomicznych.
Został pracownikiem naukowym w Wyższej Szkole Bankowej w Toruniu, w Menedżerskiej Akademii Nauk Stosowanych w Warszawie, oraz na Uniwersytecie Mikołaja Kopernika w Toruniu.